# (495648) 2016 AS23
(495648) 2016 AS23 es un asteroide perteneciente al cinturón de asteroides, región del sistema solar que se encuentra entre las órbitas de Marte y Júpiter.
Fue descubierto el 14 de octubre de 2014 por el equipo del proyecto Mount Lemmon Survey desde el observatorio del Monte Lemmon.

## Designación y nombre
Designado provisionalmente como 2016 AS23.

## Características orbitales
2016 AS23 está situado a una distancia media del Sol de 2,792 ua, pudiendo alejarse hasta 2,820 ua y acercarse hasta 2,764 ua. Su excentricidad es 0,010 y la inclinación orbital 4,408 grados. Emplea 1703,69 días en completar una órbita alrededor del Sol.

## Características físicas
La magnitud absoluta de 2016 AS23 es 16,57. 